# Autoritat del Transport Metropolità
L'Autoritat del Transport Metropolità (Autorità del Trasporto Metropolitano, abbreviata ATM) è un consorzio inter-amministrativo spagnolo a carattere volontario costituito nel 1997 per coordinare e pianificare il trasporto pubblico nella regione metropolitana di Barcellona.
Al consorzio possono aderire, sia come entità individuali che come gruppi rappresentativi, tutte le amministrazioni titolari di un servizio di trasporto pubblico collettivo che operi nell'ambito delle comarche dell'Alt Penedès, Baix Llobregat, Barcelonès, Garraf, Maresme, Vallès Occidental e Vallès Oriental.
Fanno parte del consorzio la Generalitat de Catalunya (51%) e le amministrazioni locali (49%), composte dall'Ajuntament di Barcellona, l'Entitat Metropolitana del Transport (EMT) e il raggruppamento dei comuni titolari di servizi di trasporto urbano della regione metropolitana di Barcellona (Agrupació de Municipis titulars de serveis de Transport Urbà, AMTU). A questi si aggiunge la presenza negli organi di governo dell'ATM di rappresentati dell'amministrazione statale in qualità di osservatori.

## Integrazione tariffaria

Vecchia area di integrazione tariffaria.

Area di integrazione tariffaria ampliata nel 2009

L'ATM gestisce il sistema d'integrazione tariffaria costituito nel 2001. Con questo sistema si può utilizzare un unico biglietto per le diverse tipologie di trasporti pubblici facenti capo alle aziende aderenti, compresa la possibilità di trasbordo senza dover rifare il biglietto entro un limite di durata temporale, che dipende dalle zone attraversate, purché a ogni trasbordo si riconvalidi il titolo di viaggio. Resta escluso dalla possibilità di trasbordo il biglietto di corsa semplice.
I servizi di trasporto sono forniti da diverse decine di aziende, soprattutto operatori di autobus di ambito locale o intercittadino, e da aziende di dimensioni maggiori tra le quali spiccano:
- Renfe Operadora (ferrovie della rete metropolitana di Barcellona)
- Transports Metropolitans de Barcelona (marchio commerciale che raggruppa i gestori della metropolitana di Barcellona e del servizio di autobus Transports de Barcelona)
- Trammet (servizio tranviario)
- Ferrocarrils de la Generalitat de Catalunya (ferrovie e funicolari)

## Fasce tariffarie
La rete dell'ATM è suddivisa in sei zone numerate dall'1 al 6, andando dal centro di Barcellona verso la periferia. Il costo del biglietto non dipende dalla zona in cui si viaggia ma dal numero di zone attraversate durante lo spostamento. La prima zona coincide con l'area metropolitana di Barcellona e comprende anche i comuni costieri da Castelldefels a Montgat.

Schema delle zone tariffarie

## Titoli di viaggio

Carnet di tipo T-10

L'ATM emette una serie di titoli di viaggio integrati, validi su tutti i servizi aderenti al consorzio, con caratteristiche diverse:
- Biglietto di corsa semplice (Senzill): individuale, vale per un solo viaggio senza possibilità di trasbordo
- Biglietto di corsa metropolitana verso l'aeroporto: individuale, vale per un solo viaggio senza possibilità di trasbordo.
- T-10: carnet da 10 viaggi, senza scadenza temporale prefissata, con possibilità di tre trasbordi per ciascun viaggio. Può essere usato anche da più persone diverse (ognuno deve convalidare il proprio viaggio). Non vale per le fermate di metropolitana dell'Aeroporto.
- T-50/30: carnet da 50 viaggi, con possibilità di tre trasbordi per ciascun viaggio. Ha una scadenza temporale di trenta giorni solari a partire dal primo utilizzo. A differenza della T-10, è un titolo di tipo strettamente unipersonale.
- T-70/30: carnet da 70 viaggi, con possibilità di tre trasbordi per ciascun viaggio. Ha una scadenza temporale di trenta giorni solari a partire dal primo utilizzo. Come la T-10, può essere usato anche da più persone diverse (ognuno deve convalidare il proprio viaggio).

Tutti i viaggi effettuati con questi titoli hanno una durata di 75 minuti all'interno della zona di utilizzo, durata che aumenta di 15 minuti per ogni zona aggiuntiva attraversata durante il percorso.
Oltre ai titoli di viaggio a scalare, sono previste varie forme di abbonamento:
- T-Dia: abbonamento giornaliero unipersonale che consente l'utilizzo illimitato durante il giorno di utilizzo fino al termine del servizio.
- T-Mes: abbonamento mensile nominativo che consente l'utilizzo illimitato per 30 giorni consecutivi. Richiede la presentazione di un documento di identità personale.
- T-Trimestre: abbonamento trimestrale nominativo che consente l'utilizzo illimitato per 90 giorni consecutivi. Richiede la presentazione di un documento di identità personale.
- T-16: abbonamento trimestrale nominativo a costo agevolato che consente l'utilizzo illimitato per 90 giorni consecutivi. È riservato ai bambini e ragazzi di età compresa tra i 4 e i 16 anni inclusi. Fino al 31 dicembre 2016, il titolo era denominato T-12 ed era riservato alla fascia di età compresa tra i 4 e i 14 anni.[4]
- T-Jove: abbonamento trimestrale nominativo a costo agevolato che consente l'utilizzo illimitato per 90 giorni consecutivi. È riservato ai giovani fino a 25 anni di età.

Sono previsti inoltri abbonamenti a tariffa agevolata per le famiglie monoparentali e/o numerose, previa la relativa documentazione ufficiale che attesti tale stato, nonché l'emissione di titoli di viaggio speciali (T-Esdeveniment) legati ad eventi particolari come congressi, fiere, manifestazioni sportive eccetera previa richiesta degli organizzatori.
Il prezzo di ciascun titolo di viaggio è legato alle zone tariffarie per cui è previsto il suo impiego. A titolo indicativo, la tabella seguente riporta i prezzi in euro dei vari titoli di viaggio al 2017.
|        | T-10  | T-50/30 | T-70/30 | T-Mes  | T-Trimestre | T-Jove | T-Dia |
| ------ | ----- | ------- | ------- | ------ | ----------- | ------ | ----- |
| Zona 1 | 9,95  | 42,50   | 59,50   | 52,75  | 142,00      | 105,00 | 8,70  |
| Zona 2 | 19,60 |         | 86,05   | 71,00  | 192,00      | 142,00 | 12,80 |
| Zona 3 | 26,75 |         | 118,00  | 99,60  | 269,00      | 199,20 | 16,05 |
| Zona 4 | 34,45 |         | 144,50  | 122,00 | 329,50      | 244,00 | 17,95 |
| Zona 5 | 39,55 |         | 165,50  | 140,00 | 378,00      | 288,80 | 20,10 |
| Zona 6 | 42,05 |         | 179,50  | 150,00 | 405,00      | 300,00 | 22,50 |